# Det ufattelige liv
Det ufattelige liv er en bog om moderne evolutionsbiologi skrevet af professor, cand. pharm. og dr. phil. Bent Foltmann.
Bogen begynder med en biografi om evolutionsteoriens fader, Charles Darwin, derefter diskuterer Bent Foltmann evolutionsbiologiens betydning for livets eksistentielle spørgsmål, hvor de humanistiske videnskaber inddrages.
Bogen blev udgivet på Gyldendal i 2000 og er senest udgivet på Forlaget BIOS (3. udgave i 2008).